# Shrewsbury Town Football Club
Maillots
Actualités
Le Shrewsbury Town Football Club est un club de football anglais fondé en 1886 à Shrewsbury. Le club évolue depuis la saison 2025-2026 en EFL League Two (quatrième division anglaise).

## Repères historiques
Fondé en 1886, le club adopte un statut professionnel en 1896 et rejoint la League en 1950 (Division 3-Nord). 
Implanté dans une ville proche du pays de Galles, le club participe à plusieurs éditions de la Coupe du pays de Galles, remportant même l'épreuve à six reprises.
A l'issue de la saison 2024-25, le club est rélegué en League Two (D4)

## Palmarès
- Champion d'Angleterre Division 3 (III) : 1939
- Champion d'Angleterre Division 3 (IV) : 1994
- Vice-champion d'Angleterre Division 4 (IV) : 1975
- Vice-champion de Football League Two (IV) : 2012, 2015
- Vainqueur de la Coupe du pays de Galles : 1891, 1938, 1977, 1979, 1984 et 1985

## Personnalités du club

### Joueurs emblématiques
- Arthur Rowley
- Alf Wood (en)
- Mickey Brown (en)
- Paul Murray
- Mike Sheron
- Joe Hart